# Акпан
Акпан (каз. Ақпан, до 2002 г. — Новый Кронштадт) — село в Осакаровском районе Карагандинской области Казахстана. Входит в состав Батпактинского сельского округа. Код КАТО — 355633500.

## Население
В 1999 году население села составляло 468 человек (223 мужчины и 245 женщин). По данным переписи 2009 года, в селе проживали 272 человека (141 мужчина и 131 женщина).

## История
Село основано в 1908 году немцами-лютеранами с Поволжья. 